# 100 mètres masculin aux Jeux olympiques de 1912 (athlétisme)
Pour un article plus général, voir Athlétisme aux Jeux olympiques d'été de 1912.
Navigation
Londres 1908 Anvers 1920
L'épreuve du 100 mètres masculin aux Jeux olympiques de 1912 s'est déroulée les 6 et 7 juillet 1912 au Stade olympique de Stockholm, en Suède. Elle est remportée par l'Américain Ralph Craig.

## Résultats

### Finale
| Rang               | Athlète           | Pays           | Temps  |
| ------------------ | ----------------- | -------------- | ------ |
| Médaille d'or      | Ralph Craig       | États-Unis     | 10 s 8 |
| Médaille d'argent  | Alvah Meyer       | États-Unis     | 10 s 9 |
| Médaille de bronze | Donald Lippincott | États-Unis     | 10 s 9 |
| 4                  | George Patching   | Afrique du Sud | 11 s 0 |
| 5                  | Frank Belote      | États-Unis     | 11 s 0 |
| -                  | Howard Drew       | États-Unis     | DNS    |

### Demi-finales

#### Demi-finale 1
| Rang | Athlète        | Pays       | Temps | Notes |
| ---- | -------------- | ---------- | ----- | ----- |
| 1    | Howard Drew    | États-Unis | 11.0  | Q     |
| 2    | Ira Courtney   | États-Unis |       |       |
| 3    | Peter Gerhardt | États-Unis |       |       |
| 4    | Charles Luther | Suède      |       |       |
| 5    | Erwin Kern     | Allemagne  |       |       |
| 6    | Vilmos Rácz    | Hongrie    |       |       |

#### Demi-finale 2
| Rang | Athlète         | Pays           | Temps | Notes |
| ---- | --------------- | -------------- | ----- | ----- |
| 1    | George Patching | Afrique du Sud | 10.9  | Q     |
| 2    | Knut Lindberg   | Suède          |       |       |
| 3    | Richard Rice    | Royaume Uni    |       |       |
| 4    | Franco Giongo   | Italie         |       |       |
| 5    | Léon Aelter     | Belgique       |       |       |

#### Demi-finale 3
| Rang | Athlète       | Pays        | Temps | Notes |
| ---- | ------------- | ----------- | ----- | ----- |
| 1    | Alvah Meyer   | États-Unis  | 10.7  | Q     |
| 2    | David Jacobs  | Royaume-Uni |       |       |
| 3    | Frank Lukeman | Canada      |       |       |
| 4    | Pál Szalay    | Hongrie     |       |       |
| —    | Rolf Smedmark | Suède       |       | DNF   |

#### Demi-finale 4
| Rang | Athlète          | Pays        | Temps | Notes |
| ---- | ---------------- | ----------- | ----- | ----- |
| 1    | Ralph Craig      | États-Unis  | 10.7  | Q     |
| 2    | Richard Rau      | Allemagne   | 10.9  |       |
| 3    | William Stewart  | Australasie |       |       |
| 4    | István Jankovich | Hongrie     |       |       |
| 5    | René Mourlon     | France      |       |       |
| 6    | Ferenc Szobota   | Hongrie     |       |       |

#### Demi-finale 5
| Rang | Athlète           | Pays        | Temps | Notes |
| ---- | ----------------- | ----------- | ----- | ----- |
| 1    | Donald Lippincott | États-Unis  | 10.7  | Q     |
| 2    | Willie Applegarth | Royaume-Uni |       |       |
| 3    | Bedřich Vygoda    | Bohême      |       |       |
| 4    | Clement Wilson    | États-Unis  |       |       |
| 5    | Victor d'Arcy     | Royaume-Uni |       |       |
| 6    | John Howard       | Canada      |       |       |

#### Demi-finale 6
| Rang | Athlète         | Pays           | Temps | Notes |
| ---- | --------------- | -------------- | ----- | ----- |
| 1    | Frank Belote    | États-Unis     | 11.1  | Q     |
| 2    | Reuben Povey    | Afrique du Sud |       |       |
| 3    | Rupert Thomas   | États-Unis     |       |       |
| 4    | Ivan Möller     | Suède          |       |       |
| 5    | Arthur Anderson | Royaume-Uni    |       |       |

### Premier tour

#### Série 1
| Rang | Athlète        | Pays  | Temps | Notes |
| ---- | -------------- | ----- | ----- | ----- |
| 1    | Charles Luther | Suède | 12.8  | Q     |

#### Série 2
| Rang | Athlète      | Pays     | Temps | Notes |
| ---- | ------------ | -------- | ----- | ----- |
| 1    | Ivan Möller  | Suède    | 11.5  | Q     |
| 2    | Pál Szalay   | Hongrie  |       | Q     |
| 3    | Rudolf Rauch | Autriche |       |       |

#### Série 3
| Rang | Athlète                 | Pays        | Temps | Notes |
| ---- | ----------------------- | ----------- | ----- | ----- |
| 1    | Ira Courtney            | États-Unis  | 11.2  | Q     |
| 2    | István Jankovich        | Hongrie     |       | Q     |
| 3    | Pierre Failliot         | France      |       |       |
| 4    | Henry Blakeney          | Royaume-Uni |       |       |
| 5    | Ladislav Jiránek-Strana | Bohême      |       |       |
| 6    | Pablo Eitel             | Chili       |       |       |

#### Série 4
| Rang | Athlète       | Pays        | Temps | Notes |
| ---- | ------------- | ----------- | ----- | ----- |
| 1    | Richard Rice  | Royaume-Uni | 11.4  | Q     |
| 2    | Rolf Smedmark | Suède       |       | Q     |

#### Série 5
| Rang | Athlète        | Pays           | Temps | Notes |
| ---- | -------------- | -------------- | ----- | ----- |
| 1    | Victor d'Arcy  | Royaume-Uni    | 11.2  | Q     |
| 2    | Reuben Povey   | Afrique du Sud |       | Q     |
| 3    | António Stromp | Portugal       |       |       |

#### Série 6
| Rang | Athlète                   | Pays      | Temps | Notes |
| ---- | ------------------------- | --------- | ----- | ----- |
| 1    | Richard Rau               | Allemagne | 11.5  | Q     |
| 2    | Vilmos Rácz               | Hongrie   |       | Q     |
| 3    | Ture Person               | Suède     |       |       |
| 4    | Robert Schurrer           | France    |       |       |
| 5    | Dimitrios Triantafyllakos | Grèce     |       |       |
| 6    | Leopolds Lēvenšteins      | Russie    |       |       |

#### Série 7
| Rang | Athlète         | Pays        | Temps | Notes |
| ---- | --------------- | ----------- | ----- | ----- |
| 1    | William Stewart | Australasie | 11.0  | Q     |
| 2    | Léon Aelter     | Belgique    |       | Q     |
| 3    | Charles Lelong  | France      |       |       |
| 4    | Jan Grijseels   | Pays-Bas    |       |       |
| 5    | Richard Schwarz | Russie      |       |       |

#### Série 8
| Rang | Athlète         | Pays    | Temps | Notes |
| ---- | --------------- | ------- | ----- | ----- |
| 1    | Knut Lindberg   | Suède   | 11.6  | Q     |
| 2    | Bedřich Vygoda  | Bohême  | 11.6  | Q     |
| 3    | Dušan Milošević | Serbie  | 11.6  |       |
| 4    | Jón Halldórsson | Islande | 12.1  |       |

#### Série 9
| Rang | Athlète          | Pays        | Temps | Notes |
| ---- | ---------------- | ----------- | ----- | ----- |
| 1    | Alvah Meyer      | États-Unis  | 11.6  | Q     |
| 2    | Franco Giongo    | Italie      |       | Q     |
| 3    | Robert C. Duncan | Royaume-Uni |       |       |
| 4    | Georges Rolot    | France      |       |       |

#### Série 10
| Rang | Athlète             | Pays        | Temps    | Notes |
| ---- | ------------------- | ----------- | -------- | ----- |
| 1    | David Jacobs        | Royaume-Uni | 10.8 =OR | Q     |
| 2    | Clement Wilson      | États-Unis  |          | Q     |
| 3    | Marius Delaby       | France      |          |       |
| 4    | Herman Sotaaen      | Norvège     |          |       |
| 5    | Václav Labík-Gregan | Bohême      |          |       |

#### Série 11
| Rang | Athlète         | Pays        | Temps | Notes |
| ---- | --------------- | ----------- | ----- | ----- |
| 1    | Frank Belote    | États-Unis  | 11.0  | Q     |
| 2    | René Mourlon    | France      |       | Q     |
| 3    | Henry Macintosh | Royaume-Uni |       |       |
| 4    | Harry Beasley   | Canada      |       |       |

#### Série 12
| Rang | Athlète            | Pays        | Temps | Notes |
| ---- | ------------------ | ----------- | ----- | ----- |
| 1    | Peter Gerhardt     | États-Unis  | 11.2  | Q     |
| 2    | Frank Lukeman      | Canada      |       | Q     |
| 3    | Fritz Weinzinger   | Autriche    |       |       |
| 4    | Alexander Pedersen | Norvège     |       |       |
| 5    | Duncan Macmillan   | Royaume-Uni |       |       |

#### Série 13
| Rang | Athlète         | Pays           | Temps | Notes |
| ---- | --------------- | -------------- | ----- | ----- |
| 1    | John Howard     | Canada         | 11.0  | Q     |
| 2    | George Patching | Afrique du Sud |       | Q     |
| 3    | Harold Heiland  | États-Unis     |       |       |
| 4    | Pavel Shtiglits | Russie         |       |       |
| —    | Emil Ketterer   | Allemagne      |       | DNF   |

#### Série 14
| Rang | Athlète          | Pays        | Temps | Notes |
| ---- | ---------------- | ----------- | ----- | ----- |
| 1    | Arthur Anderson  | Royaume-Uni | 11.0  | Q     |
| 2    | Rupert Thomas    | États-Unis  |       | Q     |
| 3    | Frank McConnell  | Canada      |       |       |
| 4    | Skotte Jacobsson | Suède       |       |       |

#### Série 15
| Rang | Athlète         | Pays        | Temps | Notes |
| ---- | --------------- | ----------- | ----- | ----- |
| 1    | Howard Drew     | États-Unis  | 11.0  | Q     |
| 2    | Erwin Kern      | Allemagne   |       | Q     |
| 3    | Julien Boullery | France      |       |       |
| —    | James Barker    | Royaume-Uni |       | DNF   |

#### Série 16
| Rang | Athlète             | Pays        | Temps    | Notes |
| ---- | ------------------- | ----------- | -------- | ----- |
| 1    | Donald Lippincott   | États-Unis  | 10.6 =WR | Q     |
| 2    | Willie Applegarth   | Royaume-Uni |          | Q     |
| 3    | Max Herrmann        | Allemagne   |          |       |
| 4    | Ervin Szerelemhegyi | Hongrie     |          |       |
| 5    | Yahiko Mishima      | Japon       |          |       |

#### Série 17
| Rang | Athlète         | Pays       | Temps | Notes |
| ---- | --------------- | ---------- | ----- | ----- |
| 1    | Ralph Craig     | États-Unis | 11.2  | Q     |
| 2    | Ferenc Szobota  | Hongrie    |       | Q     |
| 3    | Ragnar Ekberg   | Suède      |       |       |
| 4    | Fritz Fleischer | Autriche   |       |       |

## Légende
Records et Performances
- AR : Record continental (area record)
- CR : Record des championnats (championship record)
- MR : Record du meeting (meet record)
- NR : Record national (national record)
- OR : Record olympique (olympic record)
- PR : Record paralympique (paralympic record)
- PB : Record personnel (personal best)
- SB : Meilleure performance personnelle de la saison (season's best)
- WL : Meilleure performance mondiale de l'année (world leader)
- WJR : Record du monde junior (world junior record)
- WR : Record du monde (world record)

Circonstances et Conditions
- DNF : N'a pas terminé (did not finish)
- DNS : N'a pas pris le départ (did not start)
- DQ : Disqualification (disqualification)
- NM : Aucun essai valable enregistré (No Mark)
- Q : Qualifié « directement » au prochain tour (ou à la prochaine compétition), lors d'une compétition majeure, grâce au classement ou à la réalisation des minima (automatic qualifier)
- q : Qualifié au prochain tour (ou à la prochaine compétition), lors d'une compétition majeure, grâce au repêchage ou à la réalisation de l'une des meilleures performances parmi celles des « non qualifiés directement » (grâce au meilleur temps ou à la meilleure distance par exemple) (secondary qualifier)